# Andrijevci (stacja kolejowa)
Andrijevci – stacja kolejowa w miejscowości Donji Andrijevci, w żupanii brodzko-posawskiej, w Chorwacji. Stacja znajduje się na linii Novska – Tovarnik, będącej częścią ważnej magistrali Zagrzeb-Belgrad.

## Linie kolejowe
- Novska – Tovarnik